# 에두아르 드바퐁상
에두아르 드바퐁상(프랑스어: Édouard Debat-Ponsan, 1847년 4월 25일~1913년 1월 29일)은 우화 작품, 농촌 생활 풍경화, 오리엔탈리즘 작품으로 유명한 프랑스의 아카데믹 화가이다.

## 생애

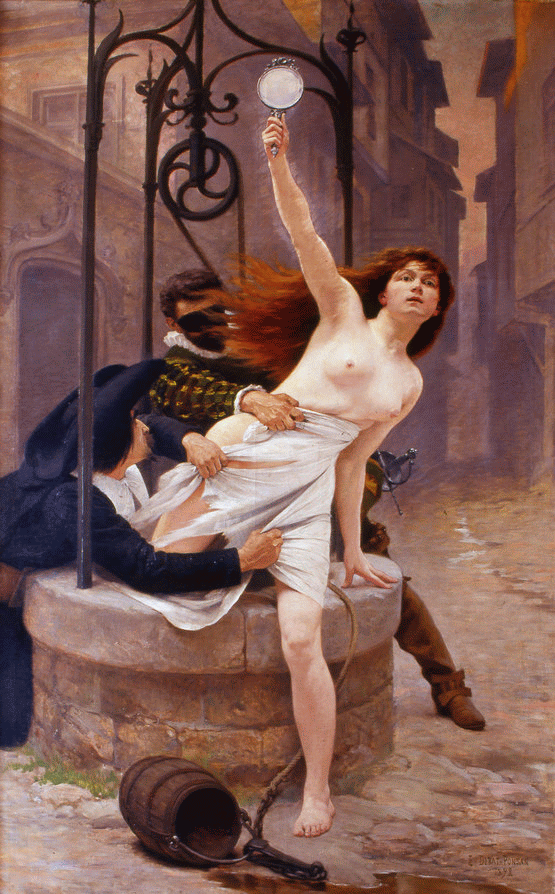
《우물에서 나오는 진실》(Vérité sortant du puits), 1898

에두아르 드바퐁상은 프랑스 툴루즈에서 태어났다. 그의 남동생은 오르간 연주자이자 작곡가인 조르주 드바퐁상(Georges Debat-Ponsan)으로, 오르간 연주곡인 스케르초 교향곡(Scherzo Symphonique)으로 가장 잘 알려져 있다. 에두아르 드바퐁상은 카바넬의 제자였으며, 파리의 부유한 시민과 정치인들의 초상화, 고대 역사의 그림, 농민의 삶을 담은 그림으로 유명했다. 공화당원이자 1870년 전쟁의 참전 용사였던 드바퐁상은 알프레드 드레퓌스 대위의 복권을 위한 투쟁에 참여하였다. 그는 1898년 살롱에 우화 그림인 《우물에서 나오는 진실》(Vérité sortant du puits)을 전시했고, 후에 이 그림은 에밀 졸라에게 제공되었다.

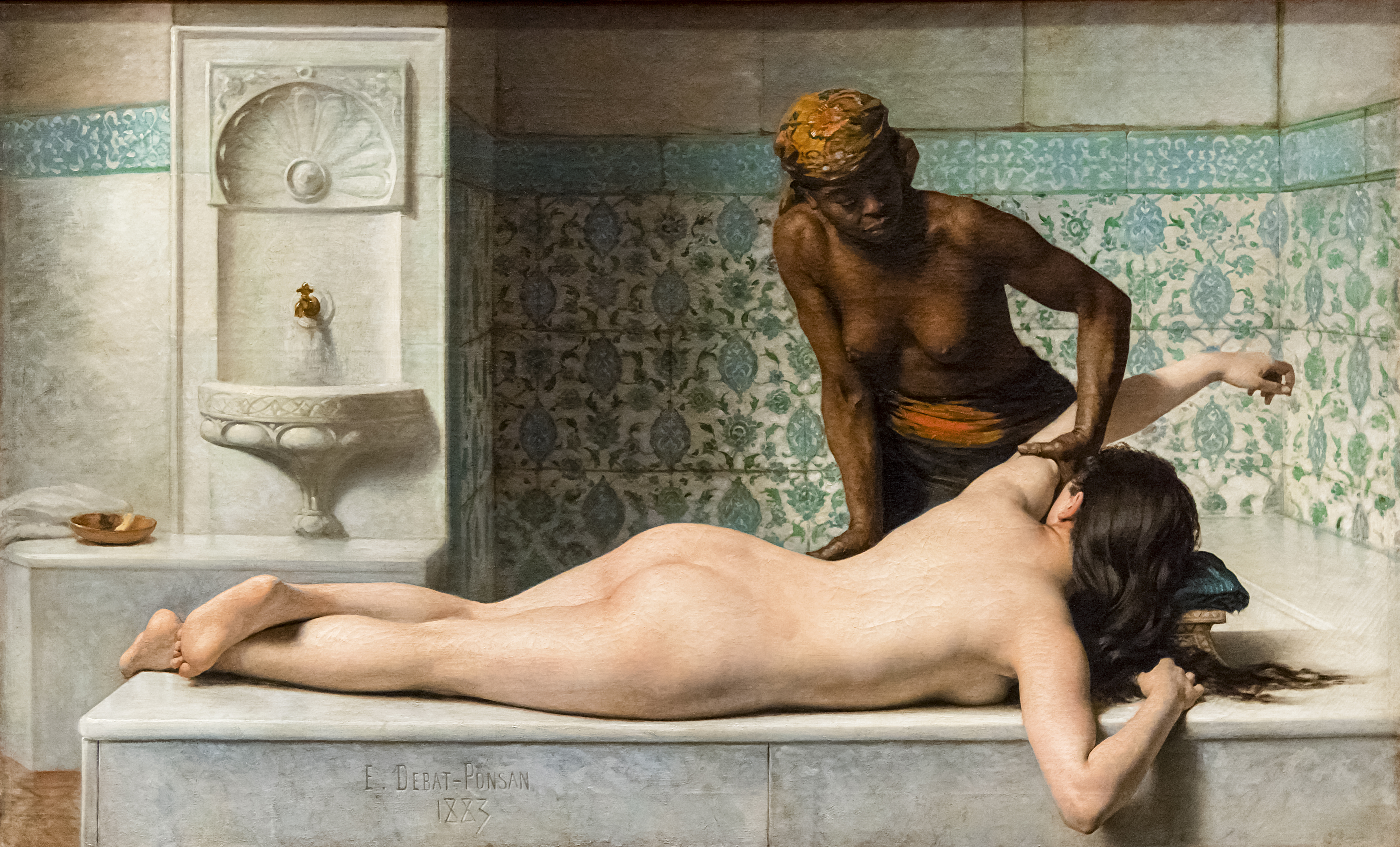
《마사지, 함맘에서의 장면》(Le Massage, Scène de Hammam), 1883년, 오귀스탱 박물관

1877년 그는 아카데미로부터 4,000프랑의 지원을 받아 이탈리아로 여행을 떠났다. 그곳에서 그는 다양한 그림 작품을 감상한 뒤 초상화를 그리기 시작했다. 1882년에서 1883년에 그는 처남 두 명인 쥘아르센 가르니에(Jules-Arsène Garnier)와 앙리외젠 들라크루아(Henri-Eugène Delacroix, 외젠 들라크루아와 혼동하지 말 것)와 함께 이스탄불로 여행을 떠났다. 이 여행은 그의 가장 유명한 작품 중 하나인 《마사지, 함맘에서의 장면》(Le Massage, Scène de Hammam)에 영감을 주었으며, 현재 툴루즈의 오귀스탱 박물관에 소장되어 있다.
그는 1912년 로마 대상을 수상한 건축가 자크 드바퐁상의 아버지이고, 샤를 드골 장군 하에서 총리를 지낸 미셸 드브레의 할아버지이며, 제5공화국의 입안자 중 한 명이었다. 다른 후손으로는 정치인 장루이 드브레가 있다. 그의 딸 잔 드바퐁상은 프랑스의 현대 소아과의 창시자인 로베르 드브레와 결혼했다.
에두아르 드바퐁상은 1913년 1월 29일 파리에서 65세의 나이로 사망했다.

## 작품
1830~1840년대에 매우 유행했던 그의 농촌 생활 풍경화는 농민 세계의 이상주의와 귀스타브 쿠르베의 호전적인 사실주의 사이를 배회한다. 검은 옷을 입은 카트린 드 메디시스가 1572년 성 바르톨로메오 축일의 학살의 희생자들의 시신을 차분하게 바라보는 모습을 묘사하고 있는 《어느 날 아침 루브르 박물관 입구에서》라는 그림은 정치적 의미를 담고 있는 것으로 보인다. 드바퐁상은 실제로 이 그림이 그려지기 9년 전 파리 코뮌에서 발생한 유혈 진압과 같은 프랑스 역사의 최근 사건을 깨우치기 위해 그렸을 것으로 보인다.

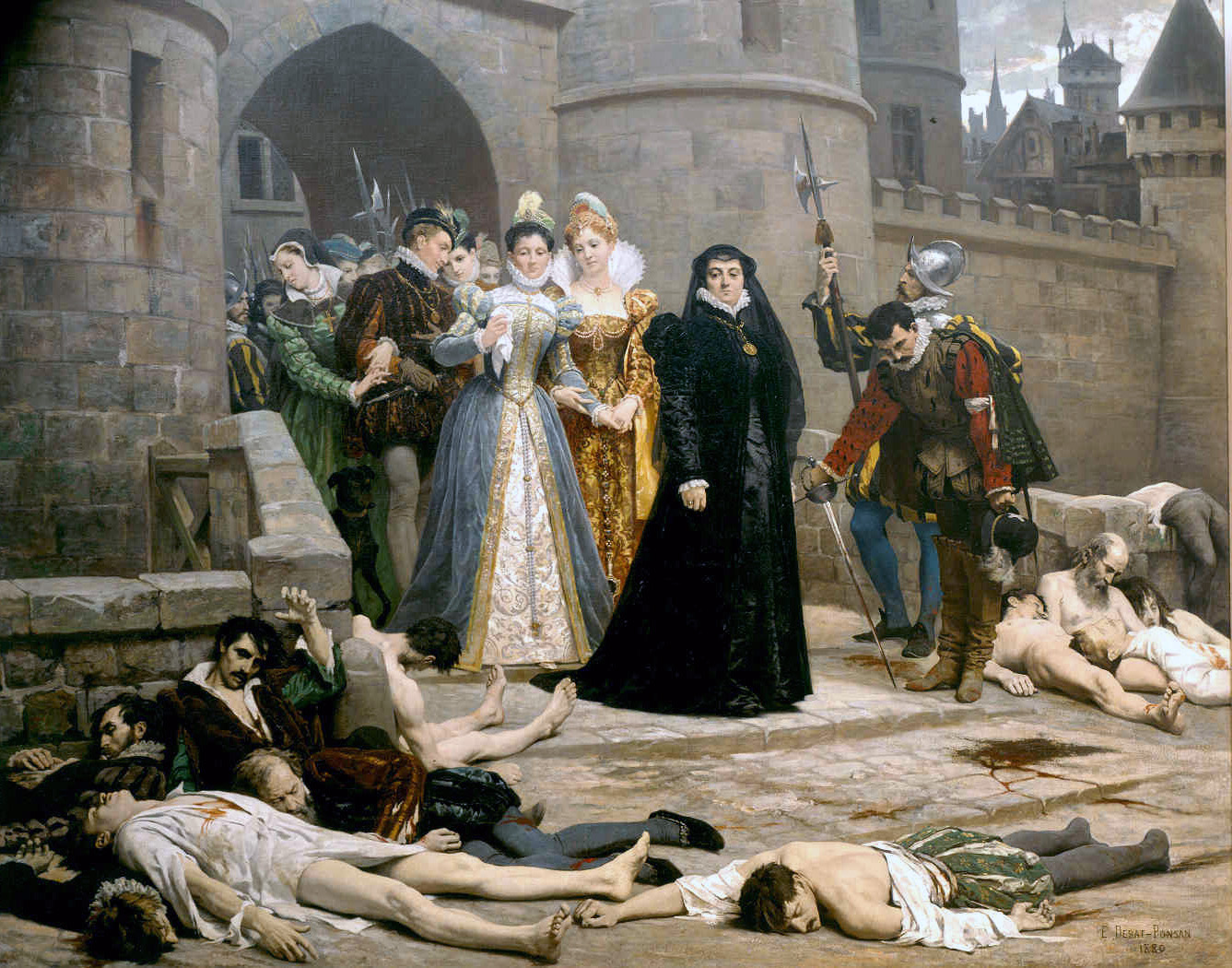
《어느 날 아침 루브르 박물관 입구에서》(Un matin devant la porte du Louvre), 1880년
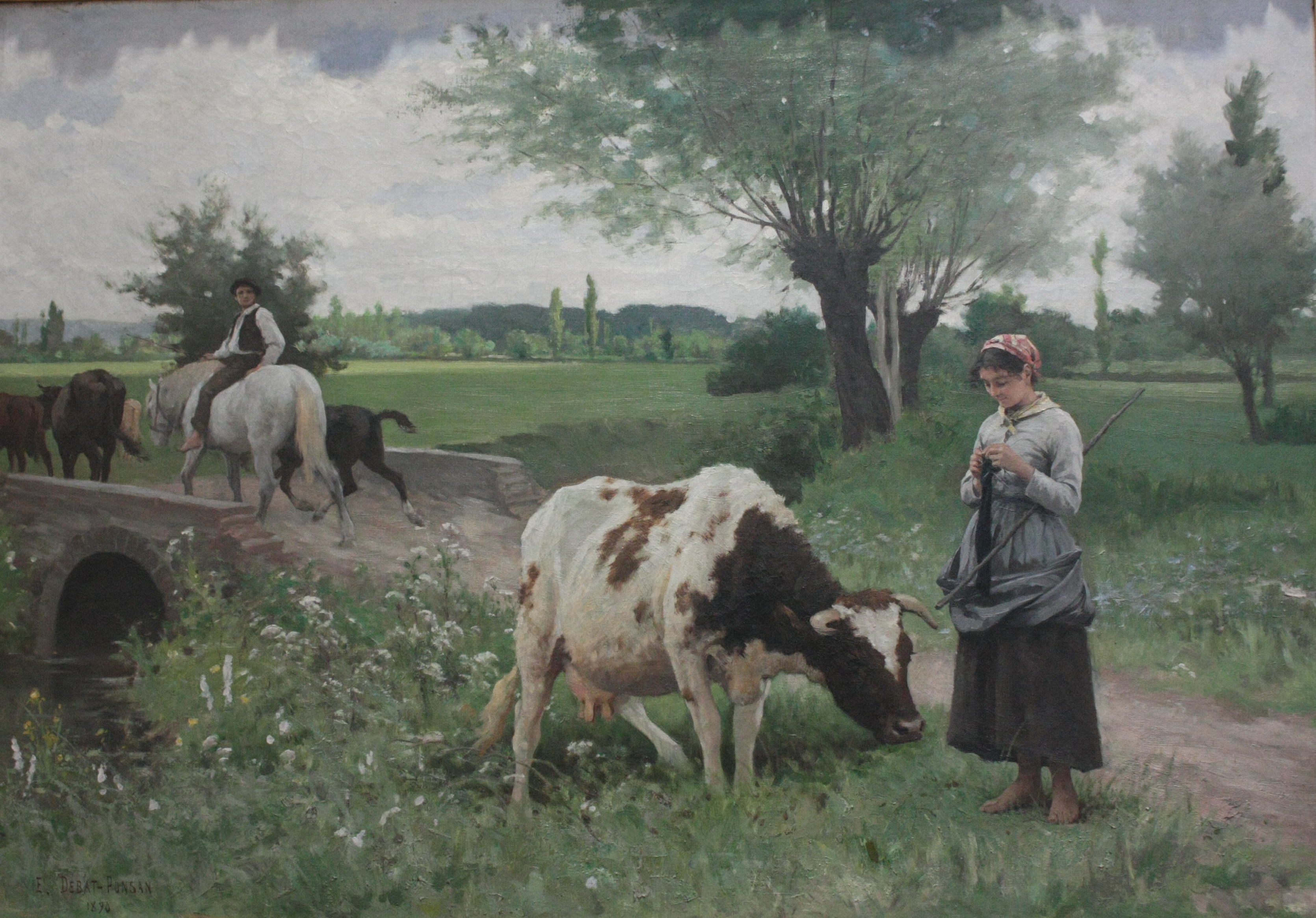
La Vache bien gardée, 1890년
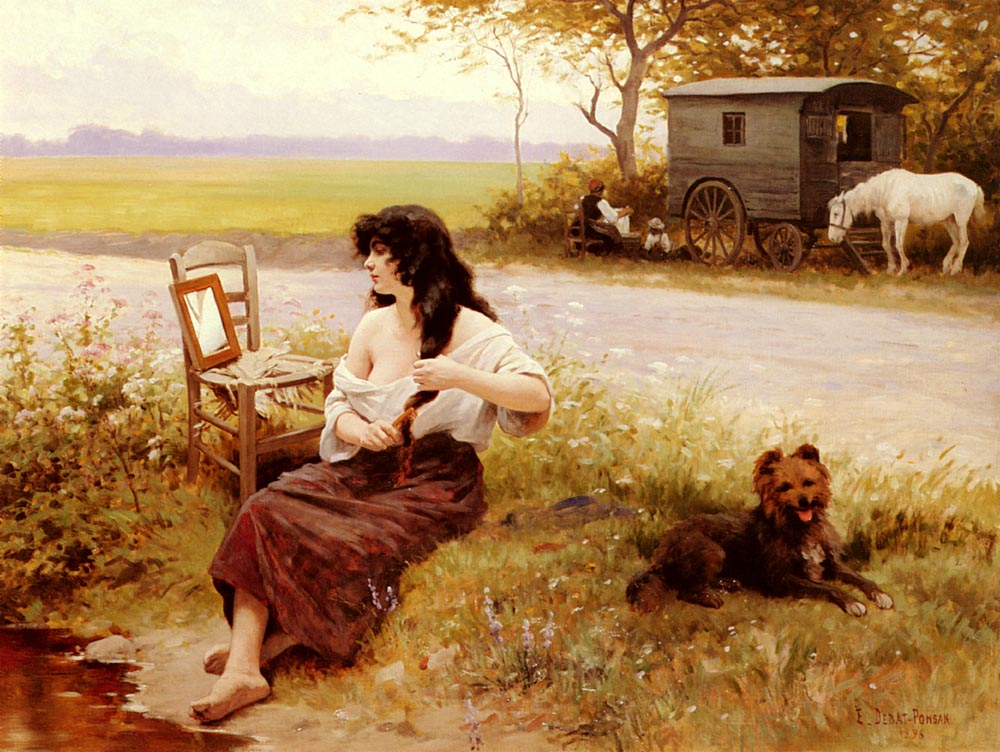
《치장하는 집시 여인》, 1896년
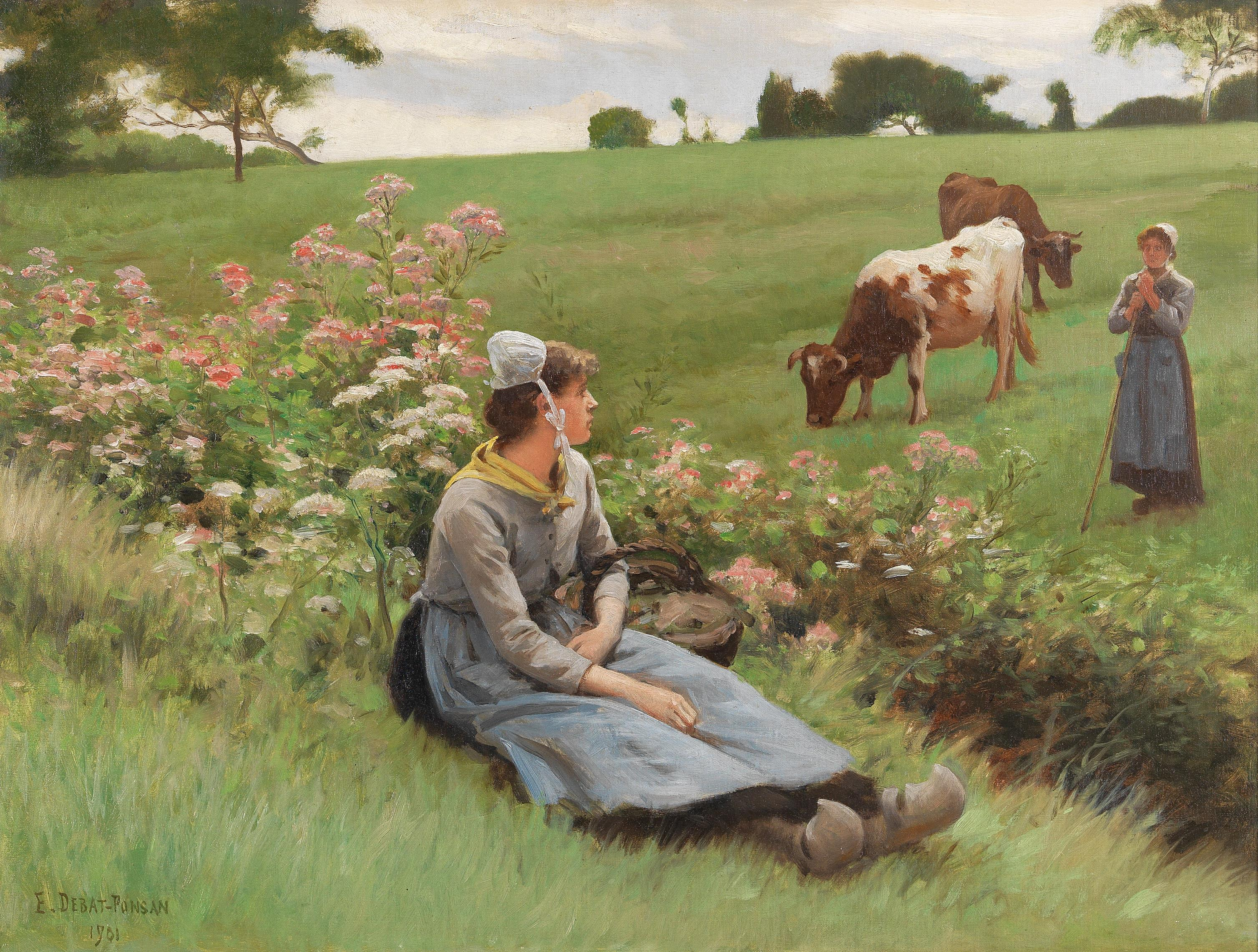
《들판에서의 휴식》, 1901년
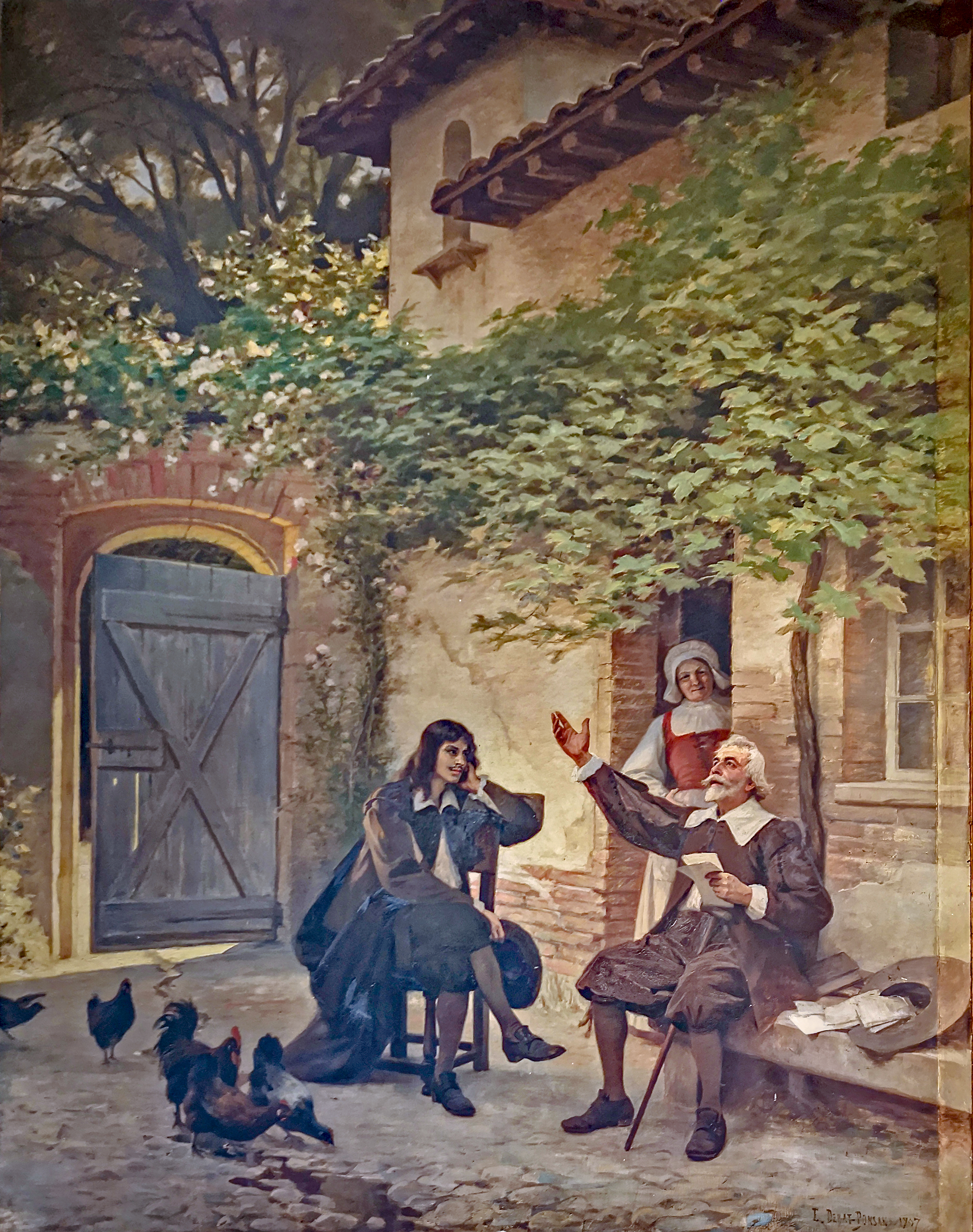
《몰리에르와 구둘리》(Molière et Goudouli), 1907년
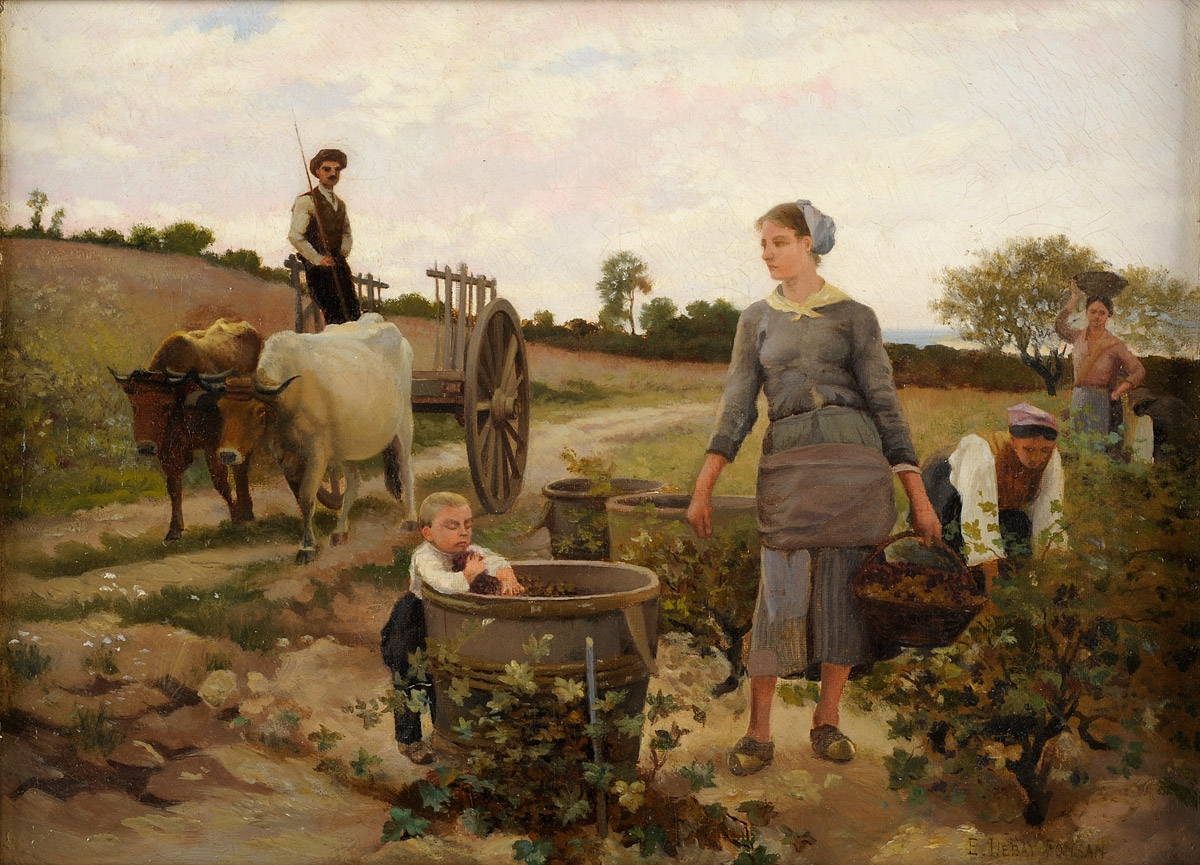
《포도 수확》, 1913년경